# Bajsjonas
Bajsjonas (kazakiska: Байшонас, ryska: Байчунас: Bajtjunas) är en ort i Kazakstan.   Den ligger i oblystet Atyrau, i den västra delen av landet, 1 400 km väster om huvudstaden Astana. Antalet invånare är 1 864.
Terrängen runt Bajsjonas är mycket platt. Runt Bajsjonas är det mycket glesbefolkat, med 2 invånare per kvadratkilometer. Trakten runt Bajsjonas består i huvudsak av gräsmarker.